# Evangelický kostel (Bardejov)
Evangelický kostel církve augsburského vyznání je klasicistní kostel v Bardejově. Byl postaven v letech 1798–1808 na ulici Dlhý rad. Chrám je vybaven neogotickým interiérem z 2. poloviny 19. století. Byl postaven podle podmínek tolerančního patentu Josefa II., který umožňoval protestantům postavit si kostel v místě, kde bylo 500 lidí nebo 100 rodin.